# Francis Hegerty
Francis Hegerty (født 22. september 1982 i Canberra) er en australsk tidligere roer.
Hegerty begyndte sin karriere i otter, som han ved U/23-VM i 2002 og 2003 blev henholdsvis nummer fire og tre. Efter nogle års pause fra international rosport var han tilbage i 2006, denne gang i firer uden styrmand, som med varierende besætninger klarede sig mindre godt i de næste par år.
Resultaterne blev bedre, da han i OL-året 2008 blev sat sammen med Matt Ryan, James Marburg og Cameron McKenzie-McHarg. Vedlegene i Beijing vandt australierne deres indledende heat og blev nummer to i semifinalen, slået af den britiske båd. I finalen gentog dette sig: Briterne vandt guld med et pænt forspring, mens australierne sikrede sig sølv på andenpladsen ligeledes et pænt stykke foran Frankrig på tredjepladsen.
Fra VM i 2010 var han tilbage i otteren, hvor australierne vandt VM-bronze, mens de året efter blev nummer fire ved VM, og ved OL 2012 i London opnåede de en sjetteplads. Hegerty indstillede sin internationale karriere efter OL 2012.

## OL-medaljer
- 2008:  Sølv i firer uden styrmand